# زبان‌های اورالی

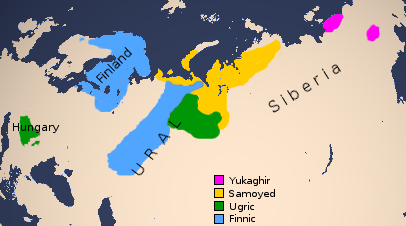

زبان‌های اورالی یک خانواده زبانی از ۳۸ زبان است و حدود ۲۵ میلیون گویشور، عمدتاً در شمال اوراسیا دارد. بیشترین گویشوران زبان‌های اورالی زبانهای مجاری، فنلاندی و استونیایی هستند؛ زبان‌های مهم دیگر این خانوادهٔ زبانی عبارتند از: ارزیا، موکشا، ماری، اودمورت، زبان‌های سامی و کومی که در مناطق شمالی اسکاندیناوی و فدراسیون روسیه صحبت می‌شود.
نام اورالی از وطن اصلی آن گرفته شده‌است که معمولاً فرض بر این است که در جایی در مجاورت رشته‌کوه اورال بوده‌است.
زبان‌های فینو-اوگری را به‌طور گسترده بدون زبان‌های سامویدی در نظر می‌گیرند؛ اگرچه کسانی که چنین نظریه‌ای را قبول ندارند زبان‌های فینو-اوگری و اورالی را به‌عنوان مترادف به‌کار می‌برند.

## تعداد زبان‌های اورالی
| \| تعداد نسبی گویشوران زبانهای اورالی[۲] \| تعداد نسبی گویشوران زبانهای اورالی[۲] \| تعداد نسبی گویشوران زبانهای اورالی[۲] \| تعداد نسبی گویشوران زبانهای اورالی[۲] \| تعداد نسبی گویشوران زبانهای اورالی[۲] \| \| ------------------------------------- \| ------------------------------------- \| ------------------------------------- \| ------------------------------------- \| ------------------------------------- \| \| \| \| \| \| \| \| زبان مجاری \| زبان مجاری \| \| ۶۰٪ \| ۶۰٪ \| \| زبان‌های فینی \| زبان‌های فینی \| \| ۲۶٪ \| ۲۶٪ \| \| زبان استونیایی \| زبان استونیایی \| \| ۵٫۵٪ \| ۵٫۵٪ \| \| زبان ماری \| زبان ماری \| \| ۲٫۳٪ \| ۲٫۳٪ \| \| زبان اودمورت \| زبان اودمورت \| \| ۲٫۲٪ \| ۲٫۲٪ \| \| زبان‌های موردوویایی \| زبان‌های موردوویایی \| \| ۲٫۰٪ \| ۲٫۰٪ \| \| زبان کومی \| زبان کومی \| \| ۱٫۵٪ \| ۱٫۵٪ \| \| زبان کارلیایی \| زبان کارلیایی \| \| ۰٫۲۷٪ \| ۰٫۲۷٪ \| \| زبان ننتسی \| زبان ننتسی \| \| ۰٫۱۵٪ \| ۰٫۱۵٪ \| \| زبان سامی شمالی \| زبان سامی شمالی \| \| ۰٫۱۲٪ \| ۰٫۱۲٪ \| \| زبان خانتی \| زبان خانتی \| \| ۰٫۰۷٪ \| ۰٫۰۷٪ \| \| دیگر \| دیگر \| \| ۰٫۰۷٪ \| ۰٫۰۷٪ \| |                    |  |       |       |
| تعداد نسبی گویشوران زبانهای اورالی |                    |  |       |       |
| |                    |  |       |       |
| زبان مجاری | زبان مجاری         |  | ۶۰٪   | ۶۰٪   |
| زبان‌های فینی | زبان‌های فینی       |  | ۲۶٪   | ۲۶٪   |
| زبان استونیایی | زبان استونیایی     |  | ۵٫۵٪  | ۵٫۵٪  |
| زبان ماری | زبان ماری          |  | ۲٫۳٪  | ۲٫۳٪  |
| زبان اودمورت | زبان اودمورت       |  | ۲٫۲٪  | ۲٫۲٪  |
| زبان‌های موردوویایی | زبان‌های موردوویایی |  | ۲٫۰٪  | ۲٫۰٪  |
| زبان کومی | زبان کومی          |  | ۱٫۵٪  | ۱٫۵٪  |
| زبان کارلیایی | زبان کارلیایی      |  | ۰٫۲۷٪ | ۰٫۲۷٪ |
| زبان ننتسی | زبان ننتسی         |  | ۰٫۱۵٪ | ۰٫۱۵٪ |
| زبان سامی شمالی | زبان سامی شمالی    |  | ۰٫۱۲٪ | ۰٫۱۲٪ |
| زبان خانتی | زبان خانتی         |  | ۰٫۰۷٪ | ۰٫۰۷٪ |
| دیگر | دیگر               |  | ۰٫۰۷٪ | ۰٫۰۷٪ |

| تعداد نسبی گویشوران زبانهای اورالی | تعداد نسبی گویشوران زبانهای اورالی | تعداد نسبی گویشوران زبانهای اورالی | تعداد نسبی گویشوران زبانهای اورالی | تعداد نسبی گویشوران زبانهای اورالی |
| ---------------------------------- | ---------------------------------- | ---------------------------------- | ---------------------------------- | ---------------------------------- |
|                                    |                                    |                                    |                                    |                                    |
| زبان مجاری                         | زبان مجاری                         |                                    | ۶۰٪                                | ۶۰٪                                |
| زبان‌های فینی                       | زبان‌های فینی                       |                                    | ۲۶٪                                | ۲۶٪                                |
| زبان استونیایی                     | زبان استونیایی                     |                                    | ۵٫۵٪                               | ۵٫۵٪                               |
| زبان ماری                          | زبان ماری                          |                                    | ۲٫۳٪                               | ۲٫۳٪                               |
| زبان اودمورت                       | زبان اودمورت                       |                                    | ۲٫۲٪                               | ۲٫۲٪                               |
| زبان‌های موردوویایی                 | زبان‌های موردوویایی                 |                                    | ۲٫۰٪                               | ۲٫۰٪                               |
| زبان کومی                          | زبان کومی                          |                                    | ۱٫۵٪                               | ۱٫۵٪                               |
| زبان کارلیایی                      | زبان کارلیایی                      |                                    | ۰٫۲۷٪                              | ۰٫۲۷٪                              |
| زبان ننتسی                         | زبان ننتسی                         |                                    | ۰٫۱۵٪                              | ۰٫۱۵٪                              |
| زبان سامی شمالی                    | زبان سامی شمالی                    |                                    | ۰٫۱۲٪                              | ۰٫۱۲٪                              |
| زبان خانتی                         | زبان خانتی                         |                                    | ۰٫۰۷٪                              | ۰٫۰۷٪                              |
| دیگر                               | دیگر                               |                                    | ۰٫۰۷٪                              | ۰٫۰۷٪                              |